# 奧坦河
奧坦河（法語：Othain，法語發音：[ɔtɛ̃]）是法國的河流，位於該國東北部默尔特-摩泽尔省和默兹省，屬於希耶尔河的左支流，河道全長67公里，流域面積256平方公里，平均流量每秒2.91立方米。

## 外部連結
- http://www.geoportail.fr（页面存档备份，存于）
- Sandre数据库中的奧坦河